# Битва при Майи
Битва при Майи, также известная как Схема Майи (кит. 瑪雅人的計劃), или же  Окружение в Майи (馬亞的環境), — неудавшаяся засада Империи Хань против вторгшихся сил Хунну во главе с Цзюньчэнем с минимальными потерями для обеих сторон.
```
Хотя боевых действий на самом деле не было, Схема ознаменовала конец 
де-юре
 мира между династией Хань и Хунну и привела к началу 
Хунно-китайских войн
. Провал операции также побудил ханьский двор создать эффективные кавалерийские силы и использовать наступательную 
экспедиционную
 военную политику.
```

## История
Перед битвой при Майи произошло два основных столкновения между китайцами и хунну. В период Сражающихся царств генерал Ли Му из царства Чжао победил хунну, заманив их глубоко на территорию Чжао и устроив им засаду. Применяя аналогичную тактику, генерал Мэн Тянь из династии Цинь отогнал хунну на север на 750 км и построил Великую Китайскую стену на краю Лёссового плато, чтобы защититься от будущих набегов. Однако крах династии Цинь и последующий хаос раздора Чу и Хань создали вакуум власти и позволили хунну объединиться под властью Модэ, став мощной конфедерацией кочевников.
После унизительного поражения императора Гао при Байдэне от Модэ в 200 году до н. э., вновь созданная династия Хань была вынуждена прибегнуть к политике умиротворения, чтобы уменьшить масштаб враждебности хунну, поскольку нация ещё не полностью оправилась от истощения. Однако, несмотря на периодические дары и хэцин («мир через брак»), приграничные посёлки и деревни по-прежнему подвергались сезонным разорениям кочевников, так как процветающие китайские земли оставались привлекательными для набегов хунну.
Спустя семь десятилетий династия Хань нарастила свою военную мощь. Первоначально император У-ди придерживался политики мира и умиротворения в начале своего правления, но начал формулировать идеи нанесения ответного удара по хунну. Традиционная китайская стратегия была более консервативной и оборонительной, направленной на то, чтобы заманить конницу хунну на территорию Китая, на местности, где китайская армия, почти полностью состоящая из пехоты и колесничих, имела бы преимущество в контрнаступлении.
В 133 году до н. э. по предложению Ван Хуэя, министра вассальных дел, император У-ди приказал своей армии устроить ловушку для шаньюя хунну в городе Майи. Влиятельный местный торговец/контрабандист Не Венъи, также известный как Не И, обманчиво заявил Цзюньчэню Шаньюю, что убил местного магистрата и готов предложить город хунну. План состоял в том, чтобы побудить силы шаньюя к наступлению на Майи, чтобы 300-тысячный ханьский отряд, скрытый в этом районе, мог окружить их и устроить им засаду.
По иронии судьбы, план провалился, потому что договорённость с Хань была слишком привлекательной. Когда шаньюй клюнул на удочку и двинулся в набег на Майи, он увидел поля, полные скота, но без пастухов . Испытывая всё большее подозрение, шаньюй приказал своим людям остановить наступление. Затем разведчики хунну захватили ханьского солдата с местного аванпоста, который раскрыл весь план шаньюю. Потрясённый шаньюй отказался от рейда и быстро отступил, прежде чем ханьские силы успели что-то предпринять. В этот момент ханьские силы были рассеяны и не смогли вовремя сконцентрироваться, чтобы поймать хунну. Ван Хуэй, командующий всей ханьской операцией, имел под своим непосредственным командованием всего 30 000 солдат, чего было недостаточно, чтобы помешать хунну отступить в степь, поэтому он колебался и приказал ханьским силам не преследовать врагов. В результате ни одна из сторон не понесла потерь.
Вернувшись к императорскому двору, противники Ван Хуэя обвинили его в провале плана и его нежелании преследовать отступающую армию хунну и подвергли его импичменту. В ожидании суда он послал людей, чтобы подкупить канцлера Тянь Фэня, который был дядей императора У-ди по материнской линии, в надежде получить условно-досрочное освобождение. После того как император У-ди отказался пощадить Вана (возможно, потому, что император опасался растущей силы Тянь Феня), последний покончил жизнь самоубийством в тюрьме.
Хотя пограничные военные столкновения между двумя сторонами уже продолжались десятилетиями, эта «битва» положила конец де-юре «миру» между ханьцами и хунну. Операция по засаде выявила ястребиную позицию династии Хань, и политика «брак/подарок в обмен на мир» была официально отменена. В течение следующих нескольких лет хунну усилят свои пограничные атаки, ещё больше укрепив влияние провоенных фракций и их контроль в ханьском дворе.
Результат битвы заставил императора У-ди осознать трудности для традиционно ориентированной на колесницы/пехоты ханьской армии в достижении тактического превосходства над более мобильной кавалерией хунну. Это привело к изменению стратегии ханьцев и ускорило разработку эффективной кавалерийской доктрины. В более поздних кампаниях династия Хань перешла от оборонительно-контрнаступательной позиции к наступательной стратегии начала экспедиционных боевых действий вглубь территории хунну.
Провал операции Майи также побудил императора У-ди пересмотреть свой выбор командиров. Разочарованный неэффективностью существующих генералов, император Ву начал искать военных экспертов среди молодёжи, способных вести наступательную войну против кавалерии. Это привело к возвышению известных тактиков нового поколения, таких как Вэй Цин и Хо Цюйбин, а командиры старой школы, такие как Ли Гуан и Хань Анго, начали терять свою популярность.